# Biocombustibile

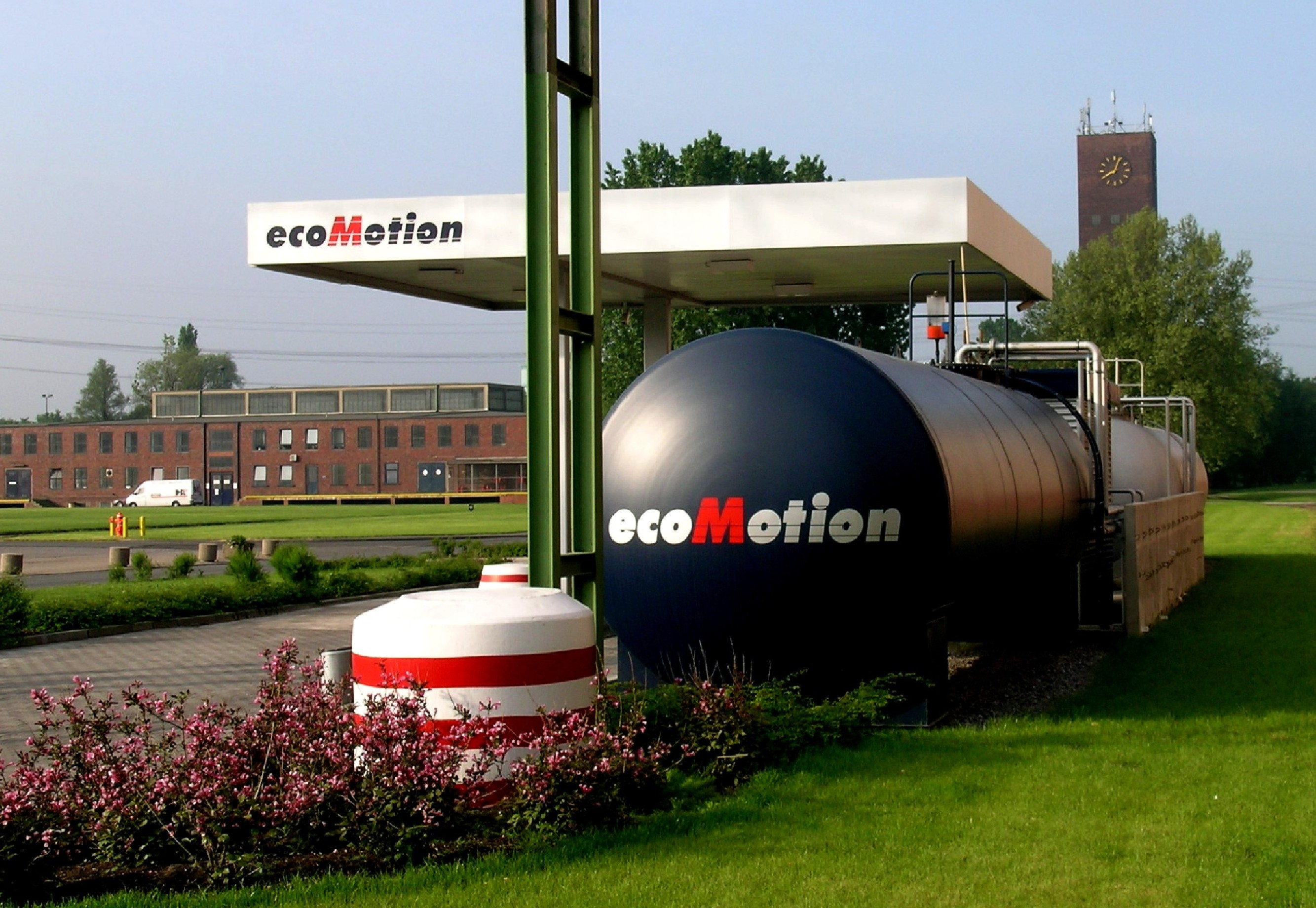
Cisterna di biodiesel

Il biocombustibile è un combustibile ottenuto in modo indiretto dalle biomasse quali ad esempio grano, mais, bietola, canna da zucchero e olio di palma. Pur provenendo da una risorsa rinnovabile, il biocombustibile per essere prodotto necessita di ampie porzioni di terreno agricolo, il cui uso dovrebbe essere destinato alla produzione di alimenti.
Esistono diversi tipi biocarburanti: il bioetanolo, il biodiesel, il biometanolo, il biodimetiletere, gli idrocarburi sintetici, il bioidrogeno, gli olii vegetali e il biogas.
Il biogas prodotto naturalmente dalle risaie e dalle paludi non è ancora sfruttato, mentre è sfruttato quello prodotto durante la fermentazione anaerobica delle sostanze organiche in particolare nei trattamenti delle acque reflue civili ed industriali, quello prodotto dalle discariche controllate e dal processo di digestione anaerobica di liquami zootecnici e di scarti agroindustriali.

## Consumo di risorse agricole e alimentari
I biocarburanti sono accusati di ridurre la disponibilità di derrate alimentari e di aumentare la fame nel mondo.
I dati sull'effettiva resa energetica e sull'eventuale riduzione delle emissioni di anidride carbonica sono contrastanti. La coltivazione delle materie prime necessarie a produrli, in generale, è accusata di essere inquinante.
La produzione di biodiesel è molto dispendiosa anche dal punto di vista idrico. Per produrre un litro di biodiesel servono 4000 litri di acqua per l'irrigazione delle colture e durante il processo chimico di trasformazione.
Le critiche alla produzione di biocarburanti attraverso grandi piantagioni sta arrivando da parte di tutte le più importanti organizzazioni internazionali. In un articolo la BBC riporta le condanne di alcuni esperti delle Nazioni Unite
Per i dati sull'efficienza di combustione e di produzione (EROEI) si vedano le voci sugli specifici biocarburanti.

### Resa energetica
Nel 2005 l'ecologo David Pimentel e l'ingegnere ambientale Tad W. Patzek hanno pubblicato uno studio scientifico secondo cui sia la produzione di biodiesel da soia e girasole, sia quella dell'etanolo da mais, legno ed erba, consumano di gran lunga più energia di quanta se ne possa ricavare dai combustibili, non tenendo conto né delle tasse, né dei danni ambientali.
Altri studi hanno esaminato il bioetanolo arrivando a definire che il valore del suo EROEI potrebbe essere pari a 7-8 nel caso migliore della canna da zucchero brasiliana. Per quanto riguarda il bioetanolo da barbabietola o da cereali non regge il confronto con quello da canna da zucchero, indicativamente il suo valore è pari a 1.

### Terreno necessario
In alcuni stati e regioni dove è stato valutato il passaggio integrale ai biocombustibili si è giunti alla conclusione che tale soluzione avrebbe richiesto enormi estensioni di territorio se si fossero scelte le coltivazioni tradizionali. Considerando solo queste ultime ed analizzando il quantitativo di biodiesel che può essere prodotto per unità di terreno coltivato, è emerso che gli Stati Uniti, nazione con una richiesta energetica pro capite tra le più elevate, non possiede abbastanza territorio coltivabile per rifornire i veicoli della propria popolazione.
Per dare un ordine di grandezza i 34 milioni di veicoli italiani che consumano circa mille litri di combustibile all'anno avrebbero bisogno di 5,7 milioni di ettari di suolo brasiliano coltivato a canna da zucchero. In Italia la superficie coltivata (SAU) è di 13 milioni di ettari totali.
La Coldiretti ha pubblicato un documento in cui afferma che la resa media di biodiesel in Italia è di circa 850 kg per ettaro, visto che la superficie agricola utile (SAU) è di circa 13 milioni di ettari in Italia non vi è la possibilità di soddisfare il fabbisogno del parco veicoli nostrano che si aggira sui 34 milioni di mezzi. in situazioni simili perversano le atre economie industrializzate per mancanza terreni.Si tenga presente che il consumo medio di un veicolo è un po' sopra la tonnellata (1000 kg) l'anno di combustibile.
Altri stati in via di sviluppo o del terzo mondo potrebbero essere in una condizioni migliori e in effetti è qui che si concentrano le produzioni di olio di palma o di etanolo da canna da zucchero. Non è però univoca l'opinione se ciò porta benefici economici ai produttori locali oppure se si tratta di una sottrazione di terreni alle colture alimentari.
Per quanto riguarda l'olio di palma i dati 2008 indicano per la Malaysia 17.7 milioni di tonnellate su 4.5 milioni di ettari di terreno coltivati con tale pianta. La resa è di circa 4000 kg di olio/biodiesel per ettaro, più di 4 volte la resa del biodiesel italiano. In tal caso basterebbero 8.5 milioni di ettari a palma da olio per i veicoli italiani.

#### Critiche
Si tenga comunque presente che pro capite il terreno coltivabile è molto limitato: nel 2000 l'area coltivabile (SAU) nel mondo era pari a 0.11 ettari per persona (fonte FAO) in gran parte usati per produrre cibo. I veicoli mondiali sono secondo stime del DoE (Dipartimento dell'energia americano) 700 milioni e consumano molto gasolio e benzina (si consideri che i veicoli italiani consumano 1 tonnellata all'anno) ed è probabile che per alimentarle a biodiesel sia necessario coltivare una buona parte (percentuali a due cifre) dei 0.11 ettari pro capite a piante che alimenteranno i motori delle auto.

### Scarsità alimentare
nel mondo c'è una sufficiente disponibilità di terreno agricolo e semi-arido che a lungo termine può sostenere una coltivazione di piante con le quali produrre biocarburanti specialmente laddove i governi si impegnino nell'applicazione di soluzioni innovative per lo sviluppo sostenibile. In contrasto con tale visione ottimistica, l'OCSE ha affermato nel 2008 che i biocombustibili aumentano i fenomeni di agflazione, l'inflazione di origine agricola, danneggiando la natura e ha invitato le autorità nazionali e sovranazionali a disincentivare i sussidi al settore. Un uso delle risorse agricole per la produzione di biofuel comporterà la presumibile uscita dal mercato alimentare di una parte enorme della popolazione mondiale e la salita dei prezzi dei terreni coltivabili. La produzione di cereali e altre materie prime per la sintesi di biocombustibili, e quella per un consumo alimentare, individuano due prodotti non sostitutivi, in presenza di una risorsa scarsa, che è la superficie coltivabile.
La domanda di biocombustibili ha indotto un rialzo del 30% del prezzo delle superfici coltivabili in vaste aree degli Stati Uniti e del Sudamerica, dei vegetali dai quali sono ottenuti, e dei prodotti sostitutivi (dal punto di vista del produttore) quali grano e cereali, la cui offerta e superficie coltivabile è diminuita in analoga quantità (i biocombustibili sono "coltivabili" nelle aree dove in precedenza crescevano cereali e grano).
I prezzi dei biocombustibili crescono per un eccesso di domanda, che registra una crescita esponenziale rispetto all'offerta mondiale (che, come già prevedeva Malthus per le disponibilità alimentari, segue una progressione aritmetica). Invece, il prezzo dei cereali aumenta per un calo dell'offerta, perché i terreni e le stesse piante sono destinate alla produzione di biocombustibili, più redditizia per i contadini di una produzione per un consumo alimentare.
Il rialzo della materia prima (grano e cereali) ha causato rincari anche per i prodotti derivati (30% la pasta, 15% i dolciumi, pane, e un aumento del prezzo dei foraggi e della carne).
La coltivazione di cereali destinati alla sintesi di bioetanolo anziché alla produzione di generi alimentari è una delle cause del rincaro dei cereali e dei relativi derivati. In Europa e Stati Uniti i sussidi federali e comunitari per la produzione di bioetanolo sono maggiori di quelli della produzione di cereali per scopi alimentari. A ciò si aggiunge il fatto che il bioetanolo sia comunque una coltivazione più remunerativa.
Un calcolo calorico porta a dire che mantenere i veicoli col cibo umano è dispendioso. Vengono consumate in Italia 39 miliardi di litri/anno di benzina e di gasolio per l'autotrazione, ogni grammo di olio ha 9 Calorie e un umano consuma 2500 Calorie al giorno, quindi si può eseguire un semplice calcolo calorico sulla capacità di sfamare le persone da parte del biodiesel (olio) che si potrebbe consumare in Italia.
Il conteggio porta a più di 300 milioni di umani sfamabili col consumo di biodiesel dei veicoli italiani, si noti che la popolazione italiana è di quasi 60 milioni.

### Impatto ambientale
Provenendo da colture agricole, il biocombustibile produce molti meno inquinanti all'atto della combustione, se paragonato al petrolio. Considerando però l'intero ciclo di vita, a partire dalla produzione e includendo il trasporto, il bilancio energetico non sempre è positivo. Ma l'aspetto più critico per l'ambiente riguarda l'espansione della monocoltura a scopo energetico in aree non agricole, e ciò vale in particolare per la soia e la palma da olio.
L'espansione della monocoltura della soia, alimentata anche dalle previsioni di crescita del mercato mossa dallo sviluppo dei biocarburanti, rappresenta un motore nella deforestazione di vaste aree di foresta amazzonica e cerrado
Anche l'espansione delle piantagioni di palma da olio rappresenta un problema, evidenziato da associazioni ambientaliste come Greenpeace e Friends of the Earth che sottolineano la conversione a monocoltura di aree ecologicamente importanti come zone di foresta pluviale o di torbiera. La conversione agricola delle torbiere, attraverso il prosciugamento e l'ossidazione della torba infatti provoca importanti emissioni di carbonio: in Indonesia e Papua Nuova Guinea, in particolare, è pratica comune dare alle fiamme aree di foresta palustre e torbiera subito dopo il drenaggio, con un conseguente rilevante danno ambientale, ed è stato valutato che anche in seguito a questo fenomeno l'Indonesia sia diventata il quarto paese per emissioni di gas serra
Anche in Africa la palma da olio inizia ad espandersi nelle regioni forestali, minacciando importanti ecosistemi; questo è il caso per esempio della Costa d'Avorio e dell'Uganda.

## Incentivi
I sussidi europei e americani per la produzione sono più alti di quelli destinati alla produzione di grano per il consumo alimentare. La produzione di biocombustibiili è già in sé più redditizia della destinazione ad un uso alimentare, anche in assenza di sovvenzioni statali. Per via del crescente prezzo del barile di greggio (calo di offerta) e di una domanda mondiale in forte crescita, diviene competitiva la produzione di combustibili con tecnologie che sono note da tempo, che portano ad un costo del litro di combustibile paragonabile con quello della benzina alla pompa. In precedenza, queste tecnologie non erano diffuse perché era più economico acquistare il greggio anziché produrre biocombustibili. Il meccanismo di sovvenzioni europee e americane non contribuiscono a riequilibrare questo trend.
È interessante per quanto riguarda l'Italia seguire le scelte compiute dalla Regione Toscana e dalla Provincia di Siena, nella redazione, rispettivamente, del Piano di Indirizzo Energetico Regionale e del Piano Energetico Provinciale.

## I biocarburanti di seconda generazione
Sono allo studio alcune tecniche di produzione di biocarburanti volte ad evitare l'insorgenza dei problemi visti (cioè consumo di suolo, cambio di destinazione agricola, ecc.). I cosiddetti "biocarburanti di seconda generazione" sono infatti ottenuti con altre tecniche, come la lavorazione di materiale lignocellulosico (attraverso la tecnica della pirolisi), la coltivazione del miscanto o la coltivazione delle alghe.
La pirolisi, in particolare, consente di trasformare la biomassa raccolta direttamente sul sito in uno speciale olio che viene successivamente inviato presso un impianto centralizzato per la sintesi dei carburanti veri e propri, abbattendo notevolmente le spese di trasporto.

## Applicazioni
Il problema della convenienza dell'alimentazione con carburanti alternativi a quelli di origine dal petrolio fossile è che sui carburanti per autotrazione tutti gli Stati del mondo, e con mano particolarmente pesante quelli europei, impongono una elevata tassazione (denominata accisa) e che quindi non vi è alcuna convenienza ad utilizzare carburanti di origine vegetale se si versano le imposte dovute sui carburanti per autotrazione (e in molti stati, come in Italia, anche sui combustibili liquidi per riscaldamento). L'elevatezza dell'accisa in Italia, le pene molto severe per il suo mancato pagamento anche per piccole quantità, la complicazione degli adempimenti e degli accertamenti obbligatori sulle quantità commercializzate o consumate, sconsigliano per il momento l'utilizzo di carburanti o combustibili liquidi in Italia di origine non petrolifera o comunque non commercializzati dalle grandi aziende organizzate. Pagando le accise, l'utilizzo di carburanti alternativi non è conveniente con prezzi del petrolio sino a 100 dollari al barile ed oltre, mentre per gli oli da riscaldamento (ove le accise sono in Italia meno elevate), la convenienza (se non si vuol evadere le imposte) potrebbe esserci anche a livelli di prezzo del petrolio meno elevati, ricordando che tuttavia la resa calorifica degli oli vegetali è dal 10 al 20 per cento meno elevata del gasolio di origine fossile-petrolifera.

### Olio vegetale
Secondo l'opinione di alcune riviste automobilistiche, alimentare un veicolo diesel direttamente con un olio di semi provoca guasti all'impianto di iniezione e al motore, dovuti a depositi carboniosi sugli iniettori e allo scioglimento di parti in gomma. Ad esempio l'olio di colza nel motore può causare grippaggi e rotture, soprattutto negli iniettori e nelle pompe ad alta pressione.
A seconda del motore diesel utilizzato (purché non sia un motore con pompa del gasolio particolarmente fragile oppure ad iniezione diretta od un common rail, ove occorrerebbe un serbatoio supplementare per partire comunque con gasolio petrolifero passando alla miscela con olio solo a motore caldo) è tecnicamente possibile miscelare dal 5 al 30% di olio in gasolio nella stagione invernale e dal 30 al 70% in quella estiva, od anche più se l'olio ha subito un procedimento di esterificazione che lo abbia trasformato in biodiesel. Il problema è che il biodiesel ed ancor più l'olio non esterificato devono entrare nel motore a temperature superiori al gasolio fossile e comunque diminuiscono il rendimento del motore, avendo un potere calorico per litro lievemente inferiore a quello del gasolio da petrolio fossile.
Ciò vale ovviamente per i motori diesel attualmente in uso sugli autoveicoli, ottimizzati al massimo per il gasolio di origine fossile, mentre Rudolf Diesel inventò e studiò il suo motore proprio per il funzionamento con olio vegetale (di canapa, di colza, di arachide o di palma) senza particolari trattamenti. Sono comunque in normale commercio motori diesel (come il motore Lister, oggi ancora prodotto solo in India e poco adatto per autoveicoli leggeri per il maggior peso, od il moderno motore Elsbett, di nuova concezione ed alta efficienza) per il funzionamento senza problemi solo con olii vegetali (ma non sono montati sugli autoveicoli per commistioni di interesse tra case automobilistiche ed aziende petrolifere). Il motore Elsbett ad olio vegetale non trattato è stato usato con soddisfazione da un'autovettura Mercedes da competizione, ma poi mai utilizzato su autovetture in normale commercio sia per non entrare in conflitto né con le aziende petrolifere né con gli Stati per la difficoltà che sarebbe insorta nell'incassare le imposte sui carburanti per autotrazione.

### Bioetanolo
Il bioetanolo può essere aggiunto nelle benzine, per una percentuale che può arrivare al 20%; se si apportano modifiche tecniche al motore è possibile arrivare anche al 100%.
L'impiego in percentuali maggiori si ha nella sintesi dell'ETBE (etil-terbutil-etere), un derivato organico utilizzato per aumentare il numero di ottani, alternativo al metil-butil-etere; esso viene usato in miscela alle benzine come antidetonante in sostituzione del piombo tetraetile o degli idrocarburi aromatici.
In Brasile un noto gruppo automobilistico (General Motors) commercializza veicoli che possono utilizzare indifferentemente bio-etanolo, benzina e metano. Questa sperimentazione sembrerebbe aver dimostrato la possibilità di produrre bioetanolo, a costi competitivi rispetto al prezzo di mercato della benzina.

### Biometanolo
Il metanolo ha molteplici applicazioni industriali, tra queste le principali sono l'utilizzo come solvente per grassi (in sostituzione del tossico e cancerogeno tricloroetilene), oli, resine, nitrato di cellulosa, coloranti e soluzioni anticongelanti.
Il metanolo per autotrazione risulta essere un combustibile paragonabile, per prestazioni e veicoli impiegati, alle benzine tradizionali; si può inoltre impiegare nella produzione del biodiesel. Il metanolo, derivante da fonti fossili, è una benzina sintetica, impiegata per esempio nelle corse di Indianapolis, caratterizzata da un maggior numero di ottani rispetto alla benzina. Teoricamente il metanolo si potrebbe quindi utilizzare puro come combustibile per gli autoveicoli. In realtà per fare ciò, sarebbe necessario intervenire per garantire la partenza a freddo del motore e l'impiego di materiali resistenti alla corrosione causata dall'alcool. Tuttavia non esistono ancora in Europa applicazioni su larga scala di motori alimentati da biometanolo puro.
Gli svantaggi principali che limitano l'uso del metanolo come bio-carburante riguardano il suo stoccaggio e il trasporto, che risulta particolarmente costoso.

### Biodiesel
Il biodiesel, puro o miscelato in varie proporzioni, può teoricamente essere utilizzato nei moderni motori diesel, anche se si sono riscontrati in passato problemi di intasamento nel sistema di alimentazione del veicolo dovuti allo scioglimento di parti in gomma, causati a loro volta dal maggior potere solvente del biodiesel rispetto al gasolio tradizionale.
Le miscele di biodiesel fino al 5% non causano problemi e vengono normalmente commercializzati in molti paesi europei. La garanzia sul veicolo, per molte case automobilistiche, risponde sino ad una miscela formata al massimo dal 30% di biodiesel e 70% da gasolio.
- Biodiesel per autotrazione (motori diesel) sia puro (nei recenti motori diesel) che miscelato con gasolio. In Italia il biodiesel viene commercializzato come additivo qualificante del gasolio minerale desolforato, grazie al suo potere lubrificante. Le miscele gasolio - biodiesel al 5% (B5) sono distribuite da varie compagnie petrolifere.

Le specifiche tecniche del biodiesel per autotrazione sono definite nella norma tecnica EN 14214 - UNI 10946.
- Biodiesel per la produzione calore (riscaldamento) ed energia. Per il riscaldamento può essere utilizzato puro o in miscela con gasolio in qualsiasi proporzione. Prima del 2001, il 95% del biodiesel prodotto in Italia era utilizzato per alimentare centrali termiche.

Le specifiche tecniche del biodiesel per riscaldamento sono definite nella norma tecnica EN 14213 - UNI 10947.
L'ENEA prospetta un sistema integrato capace sia di ridurre i costi di produzione dei biocarburanti, sia di diminuire la quantità di acqua e fertilizzanti da usarsi per la coltura, sia infine di non incidere sulle risorse alimentari a disposizione dei consumatori. Infatti le nuove varietà di piante da utilizzare per i biocarburanti possono crescere in condizioni di arido-coltura e presentano tuttavia una soddisfacente resa di produzione in olio e biomassa. Questo potrà essere realizzato attraverso:
- Coltivazione di piante a semina autunnale, capaci di svilupparsi anche in condizioni di scarso apporto idrico, limitato alle piogge invernali;

uso di terreni normalmente non adatti per la produzione di specie alimentari (zone premontane, zone marginali);
- Valorizzazione completa dei co-prodotti, per aumentare l'efficienza energetica a parità di acqua, diserbanti, concimi e forza lavoro;
- Rotazione con particolari leguminose, anch'esse adatte a vivere in condizioni di arido-coltura, per evitare l'impoverimento di sostanze organiche nel terreno a causa dell‟uso esteso della monocoltura dei cereali, limitando così l'uso di fertilizzanti azotati, che costituiscono una percentuale assai rilevante degli input energetici in agricoltura.

### Aspetti innovativi
Altre recenti linee di ricerca, la cui maturità tecnologica è però ipotizzabile solamente in una prospettiva temporale di medio-lungo periodo, hanno attirato l‟attenzione del mondo accademico ed industriale: la produzione di biodiesel a partire da colture di microalghe, la produzione di biobenzine da materiali cellulosici, la produzione di idrogeno per via biologica.
Le microalghe sono organismi unicellulari fotosintetici che possono vivere in acque dolci, salmastre o salate, comprendono una grande varietà di specie adattate a condizioni molto diverse ed hanno una capacità di moltiplicarsi velocemente e di raggiungere densità di biomassa superiori alle piante terrestri; inoltre non interferiscono con le produzioni agricole dedicate all‟alimentazione. Esse offrono la possibilità di produrre:
- Biodiesel, da microalghe ricche di olio, attraverso il processo di transesterificazione;
- Bioetanolo, da microalghe ricche di carboidrati, attraverso il processo di fermentazione.

Esiste inoltre un'innovativa tecnologia italiana sviluppata dall'ingegnere Umberto Manola sviluppata dalla bioistad.
Essa consiste nella trasformazione attraverso una macchina del grano e mais e ne separa la legnina e la cellulosa tramite un processo di scontro delle particelle che divide le sostanze chimiche che poi usa per produrre biodiesel il resto del prodotto non viene buttato infatti il 60% di esso viene trasformato in un mangime iper proteico mentre il restante 40% viene trasformato in una farina sempre molto proteica per alimentazione umana in questo modo non solo non si entra in competizione con le materie prime alimentari ma si massimizza la produzione del grano o mais e si permette di ottenere più nutrimento con meno terreno coltivato con ovvi vantaggi ambientali per il terreno forestale disponibile. nel 2010 una fabbrica elettrica e alimentare è stata aperta in Italia, inoltre il Senegal sembra interessato a sfruttare questa tecnologia specialmente per il suo uso alimentare.

### Le biotecnologie
Le biotecnologie in futuro potranno sicuramente portare ad una produzione più efficiente di biocombustibili e biocarburanti. Ad esempio la produzione di un gasolio non solo di origine biologica come il biodiesel, ma anche ottenuto con processi biotecnologici, potrebbe modificare le prospettive future, introducendo un gasolio di produzione interamente biologico prodotto per via biologica/biotecnologica. Infatti uno scienziato inglese, il professor John Love, che insegna biologia e dirige il laboratorio di ricerca in biotecnologie vegetali presso l'Università di Exeter nella contea del Devon (UK), ad esito di una ricerca svoltasi nel 2011/2012 e finanziata anche dalla famosa compagnia petrolifera Shell, ha ottenuto conferma nel 2013 della producibilità di gasolio praticamente identico a quello di origine dal petrolio fossile tramite l'utilizzo di batteri geneticamente modificati, alimentati con sostanze zuccherine o zucchero, producendo in tal modo in laboratorio gasolio direttamente utilizzabile da solo per l'alimentazione di motori diesel attualmente in uso comune. La ricerca è stata avvalorata nel giugno 2013 da conferme nel mondo scientifico. La procedura biotecnologica è descritta in fondo alla voce biodiesel.